# Banteay Chhmar
Banteay Chhmar (khmer: បន្ទាយឆ្មារ) är en kommun (khum) i distriktet Thma Puok i provinsen Banteay Meanchey i nordvästra Kambodja. Den ligger 63 km norr om Sisophon och cirka 20 km öster om gränsen till Thailand. Kommunen Banteay Chhmar har 14 samhällen.
Det massiva templet i Banteay Chhmar, tillsammans med dess satellithelgedomar och vattenreservoar (baray), är ett av de viktigaste och minst förstådda fornminneskomplexen från Kambodjas Angkorperiod.

## Historia

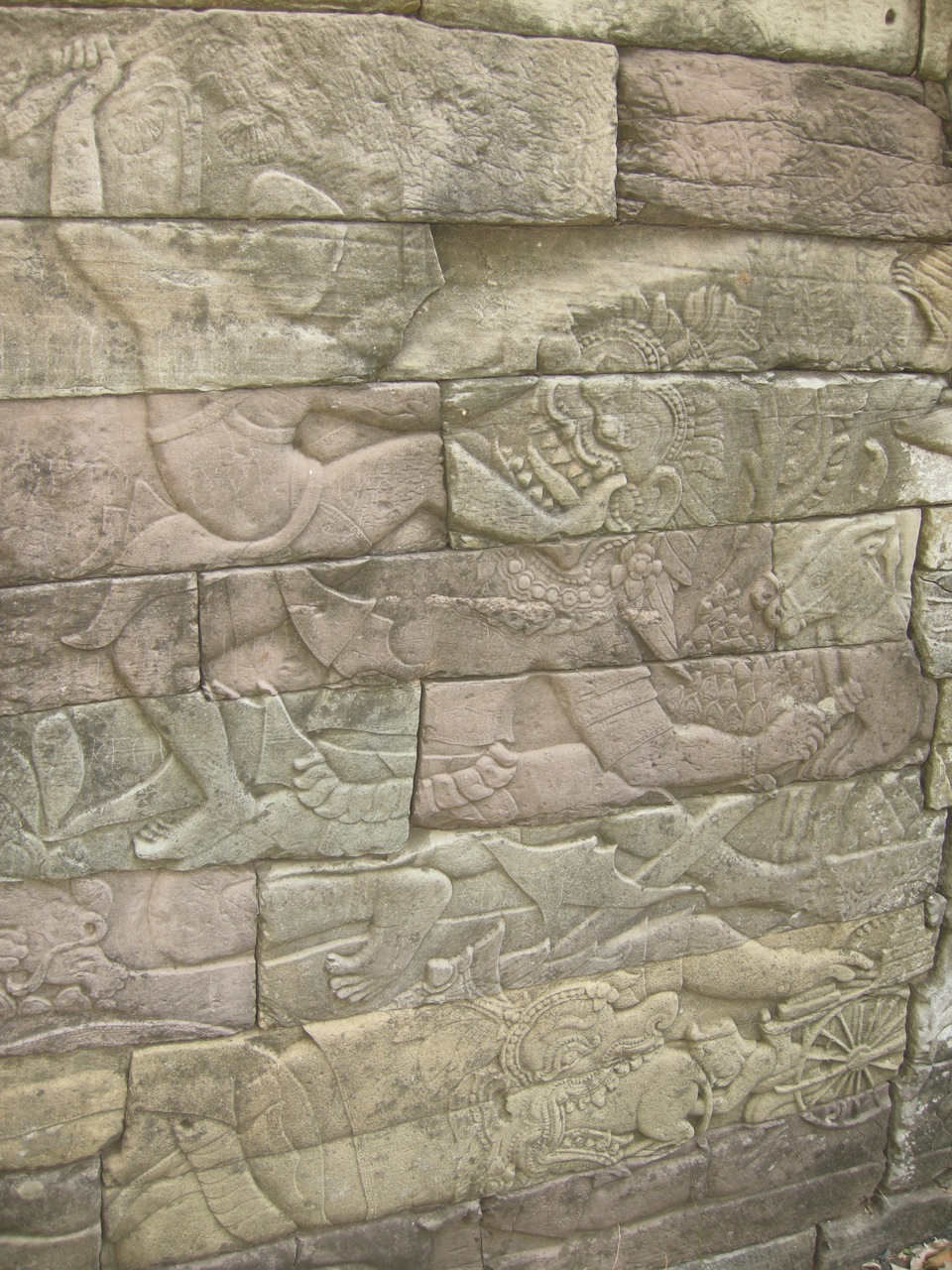
En prins slåss mot en demon (norrsidan av västra galleriet, tredje omslutningsmuren)

Precis som i Angkor Thom, färdigställdes templet i Banteay Chhmar under Jayavarman VII:s styre i slutet av 1100-talet eller i början av 1200-talet. En av templet helgedomar innehöll en gång Srindrakumara rajaputras bild (kronprins), troligen en son till Jayavarman VII. Den långa inskriptionen på gammalkhmeriska som hittats på platsen (K.227), och nu visas på landets nationalmuseum, beskriver hur denna prins alternativt kung (samtac) skyddades vid två olika tillfällen av fyra kungliga tjänare, som samtliga förlorade sina liv vid händelserna. Inskriptionen listar namnen på dessa tjänstemän och informerar oss att deras respektive bild en gång placerades i helgedomens fyra hörn.

## Platsen
Komplexet påminner om Angkor Thom och andra byggnadsverk tillskrivna Jayavarman VII. Detta är en av två platser utanför Angkor med de enigmatiska ansiktstornen. Vid sidan om detta, är den yttre mursidan smyckad med basreliefer som avbildar militära uppdrag och vardagsliv väldigt lika de i Bayon.
Komplexet är orienterat i östlig riktning, där det finns en uttorkad baray (omkring 1,6 gånger 0,8 km), som har ett tempel på en konstgjord ö (mebon) i dess mitt. Det finns tre omslutningsmurar. Den yttre, till största delen i ruiner, var 1,9 gånger 1,7 km och omgiven av en vallgrav. Den mittersta omslutningen, även den med en vallgrav, är 850 gånger 800 m. Inom denna finns huvudtemplet, omgiven av reliefer på den 250 gånger 200 m långa tredje omslutningen.
Vid sidan av huvudtemplet och dess mebon finns åtta mindre tempel. Fyra stelae med Jayavarman VII:s genealogi placerades här (även om de inte är färdigställda) vid vart och ett av de fyra hörnen av den tredje omslutningsmuren, speglandes stelaena som upptar de fyra hörnhelgedomarna (Prasat Chrung) i kungens huvudstad Angkor Thom.

## Moderna hot
På grund av dess avlägsna läge och dess närhet till den Thailändska gränsen, har komplexet varit utsatt för betydande plundringar, särskilt på 1990-talet. 1998, 2000 och 2002 listades templet av World Monuments Fund som en av de 100 mest hotade platserna.
Som exempel på en plundring kan nämnas att 1998 stal en grupp soldater en 30 meter lång sektion av den södra muren. Basrelieferna av Banteay Chhmar som en gång visade åtta enastående Avalokiteśvara i på västra muren, har nu bara två av dessa kvar: i januari 1999 monterade några plundrare ner delar av västra muren med dessa basreliefer. Fordonet som transporterade bort dem stoppades av den Thailändska polisen av en slump, och de 117 sandstensbitarna återlämnades. Idag visas dessa på National Museum of Cambodia at Phnom Penh. However, there has been no serious investigation of that theft. 

## Global Heritage Fund
Bevarandet av Banteay Chhmar leds för närvarande av Global Heritage Fund, en ideell organisation med säte i Kalifornien, USA. Organisationens arbete har hittills omfattat att utbilda lokala khmerteam i hur man skyddar basrelieferna i sandsten. GHF strävar efter att bevara det till stora delar hoprasade tempelkomplexet som en ruin "med lågpåverkande, säkra besök via upphängda plattformar över de sammanrasade strukturerna tillsammans med selektiva ingrepp för högriskstrukturer såsom basreliefer och torn." GHF hjälper också Kambodjas regering med arbetet att ta fram underlagen till Banteay Chmar världsarvsnominering.

## Samhällen
- Kouk Samraong
- Koet
- Kbal Tonsaong
- Banteay Chhmar Cheung
- Bangtey Chmar Khang Lech
- Kbal Krabei
- Banteay Chhmar Tboung
- Trapeim Thlok
- Thma Daekkeh
- Thlok
- Kouk Samraong Lech
- Srah Chrey
- Prey Changha
- Prasat Tbeng
- Dang Rek